# Frano Ridjan
Frano Ridjan (Vinkovci, 10. prosinca 1984.) - hrvatski televizijski i radijski voditelj, diplomirani novinar, smjer radio i televizija
Rodio se u Vinkovcima 10. prosinca 1984. godine. Djetinjstvo je proveo u Trogiru, gdje je pohađao osnovnu školu “Petar Berislavić” i srednju školu “Ivana Lucića” - smjer opća gimnazija. Prvi susret s televizijskim poslom imao je u emisiji “Parlaonica” HRT-a. Diplomirao je na Fakultetu političkih znanosti u Zagrebu na smjeru radio i televizija.
Radio je kao radijski voditelj u programu Radio Trogira, Radio Sljemena, Hrvatskog radija - HR2 i HRT – Glas Hrvatske.
Poznat je kao televizijski voditelj brojnih emisija, od kojih se ističu: jedna od najpopularnijih jutarnjih emisija “Dobro jutro, Hrvatska“ na HRT-u, plesno-pjevački show „Tvoje lice zvuči poznato” i talent show „Supertalent” na Novoj-TV.
Bio je voditelj na raznim projektima, a neki od njih su: Snježna kraljica, Novogodišnji program HRT-a, Vinkovačke jeseni, Dječje Vinkovačke jeseni, Međunarodna smotra dječjeg folklora, Europsko prvenstvo u mažoret plesu, Europsko prvenstvo u twirlingu, Međunarodni festival kazališta lutaka, Trogirsko ljeto, Međunarodni festival djeteta, Novinarski bal itd.
Posudio je glas u više sinkronizacija animiranih filmova kao što su: Sonic: Super jež, Spužva Bob Skockani: Spužva u bijegu i Psići u ophodnji: Film (2021.)
Bio je nominiran za Večernjakovu ružu 2018. u kategoriji „radijska osoba godine”. Bio je nominiran za „Zlatni studio 2019.” u kategoriji „najbolji radijski glas godine”, za „Zlatni studio 2021.” u kategoriji „najbolji/a TV voditelj/ica godine” i za „Zlatni studio 2024.” u istoj kategoriji kao 2021. 
Bio je kapetan u emisiji "Volim Hrvatsku" 2014. godine. Nastupio je u 8. sezoni showa "Zvijezde pjevaju" sa Žanamari Perčić i osvojio 7. mjesto 2019. godine. Nastupio je u 11. sezoni "Plesa sa zvijezdama" s Gabrielom Pilić i osvojio 3. mjesto 2023. godine.
Vjenčao se 2016. godine za suprugu Leu s kojom ima dvoje djece.